# Isopeda woodwardi
Isopeda woodwardi är en spindelart som beskrevs av Henry Roughton Hogg 1903. Isopeda woodwardi ingår i släktet Isopeda och familjen jättekrabbspindlar.
Artens utbredningsområde är Sydaustralien. Inga underarter finns listade i Catalogue of Life.